# جيمس فن
جيمس فين (بالإنجليزية: James Finn)، كان قنصل المملكة المتحدة في القدس في الفترة (1846–1863).
وصل جيمس فن إلى فلسطين 1845 رفقة زوجته إليزابيث آن فن. كان مسيحيًا متدينًا ينتمي إلى جمعية لندن لتعزيز المسيحية بين اليهود ، رغم عدم مشاركته في أي عمل تبشيري خلال سنواته في القدس.
كان فن مؤمنًا كبيرًا بالإنتاجية ، وهي أيديولوجية ذات شعبية للغاية في ذلك الوقت. في عام 1853 اشترى "كرم الخليل" مقابل 250 جنيهًا إسترلينيًا. وأصبح بالعبرية حي كيرم أفرهام وهي قطعة أرض خارج جدران القدس القديمة.
أنشأ فن على هذه الأرض مزرعة تدريب زراعية لليهود. كانت الفكرة هي توفير الوسائل ليصبحوا مواطنين منتجين. في عام 1855 ، استعمل عمالًا يهودا لبناء منزل لنفسه هناك ، يقع الآن في حي جيولا في القدس. كان هذا المبنى الثالث الذي تم إنشاؤه خارج جدران المدينة القديمة.  قام فن أيضًا ببناء صهاريج لتخزين المياه ومصنع الصابون أنتج صابوناً عالي الجودة يباع للسياح.
ساعد فن أيضًا في إنشاء مزرعة تجريبية لليهود المنكوبة بالفقر من القدس في قرية أرطاس خارج بيت لحم.
أُقيل فن من منصبه عام 1863. ظنّ رؤساؤه أنه أصبح متورطًا بشكل شخصي في الشؤون المحلية. كما ساهم إفلاسه وخلافاته مع صموئيل غوبات أسقف القدس البروتستانتي في إقالته.